# Flatenbergs hytta
Flatenbergs hytta är en nedlagd hytta strax utanför Smedjebacken i Smedjebackens kommun, Dalarnas län. Hyttan anlades omkring år 1600 och sista blåsningen genomfördes 1918. Den nuvarande masugnen är uppförd genom påbyggnad av den gamla år 1865. Hyttanläggningen ingår i Ekomuseum Bergslagen.

## Gamla hyttan

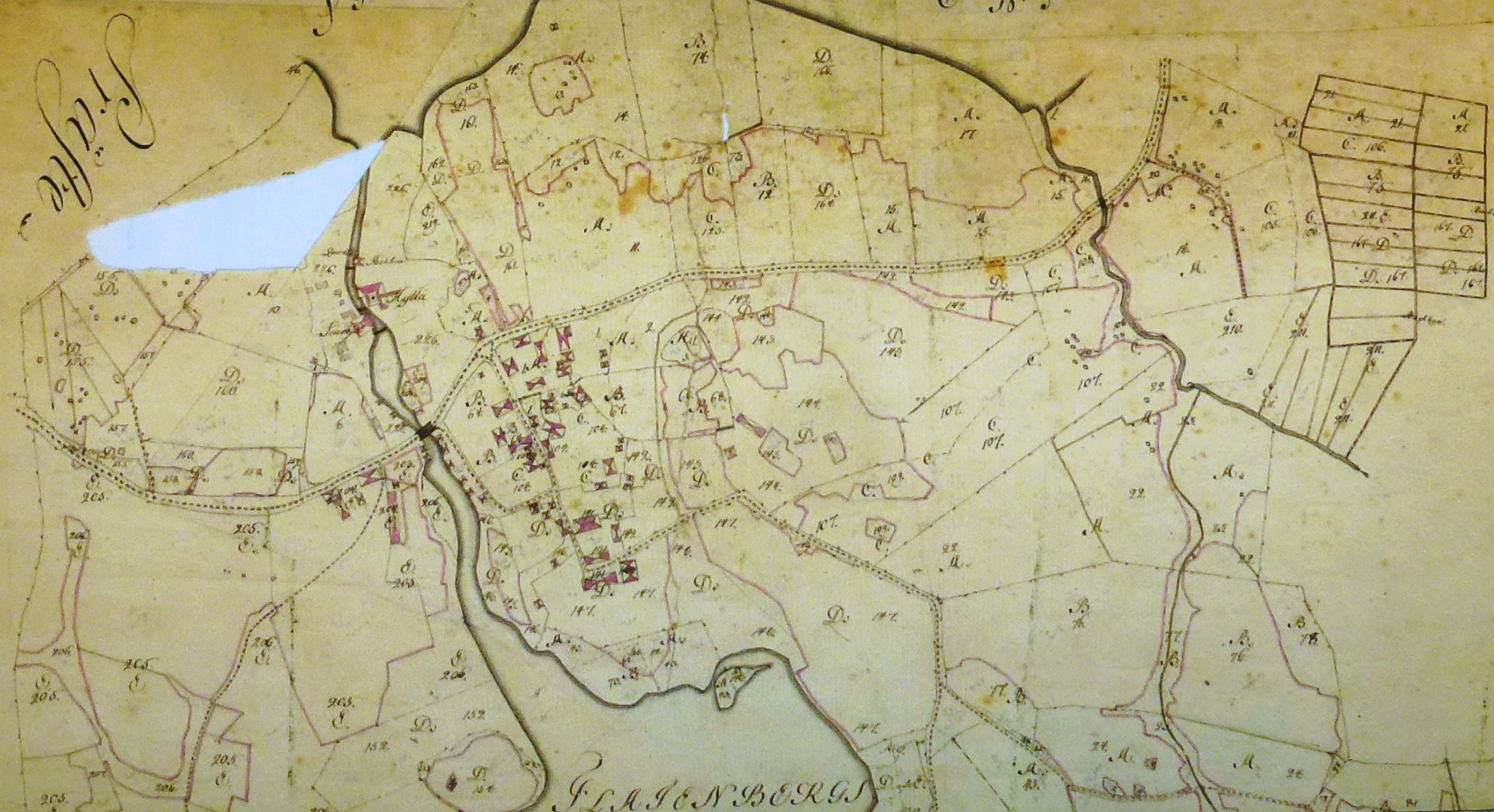
Flatenberg och hyttan 1807.

Flatenbergs hytta anlades omkring år 1600. Den drevs av 8 bergsmän som bodde i byn Flatenberg. Bergsmännen ägde var sin andel i hyttan. Andelen avgjorde hur mycket tackjärn som bergsmannen fick producera i hyttan. Förutom hyttan fanns också en hammarsmedja för vidare förädling till järn. Den hade privilegier från 1616 och drevs fram till 1857. Kronan reglerade den totala produktionen av järn genom utfärdande av privilegier (skattefrihet mot järnproduktion åt kungen). Privilegiesystemet upphörde i mitten av 1800-talet. Kraft erhölls från en dammbyggnad med tillhörande kanalsystem från 1700-talet.
Produktionen ökade och järnet kunde exporteras. Järnet lastades på foror (se forkörning) och vägdes i järnvågen i Wik  ca 3 mil söder om Smedjebacken. Därifrån fraktades det vintertid på frusna sjöar till Stockholm för vidare transport ut i Europa.  
När Strömsholms kanal blev färdig 1795 skeppades järnet i stället från sjön Barken via den nya kanalen på segelpråmar, så kallade ”Smedjebackare” till Stockholm. Järnproduktionen låg på ca 20 – 30 ton per år. Malmen kom från de näraliggande gruvorna Humboberget, Nyberget, Håksberg och Gräsberg. Vandringfolder finns tillgänglig vid hyttan och kan laddas ner från Ekomuseums hemsida. Klicka på länken

## Nya hyttan
Flatenbergs hytta moderniserades kraftigt i mitten av 1800-talet. Rostugnen byggdes 1857 och masugnen byggdes 1865. Produktionen ökade dramatiskt jämfört med den gamla anläggningen. Under hela 1800-talet gjordes ett antal effektivitetshöjande åtgärder för att klara konkurrensen. Här kan nämnas högre tilluftflöde genom installation av en så kallad blåsmaskin (en stor trecylindrig kolvluftpump), förvärmning av tilluft genom värmeåtervinning från masugnsgaser, nya separata vattenturbiner med bättre effekt och insättande av en ångmaskin för att täcka upp för dålig vattentillgång. Dessutom användes en malmkross som krossade malmen till ungefär en hasselnöts storlek. Produktionen ökades stegvis från 1 600 ton per år till 3 000 ton per år.

### Historiska bilder

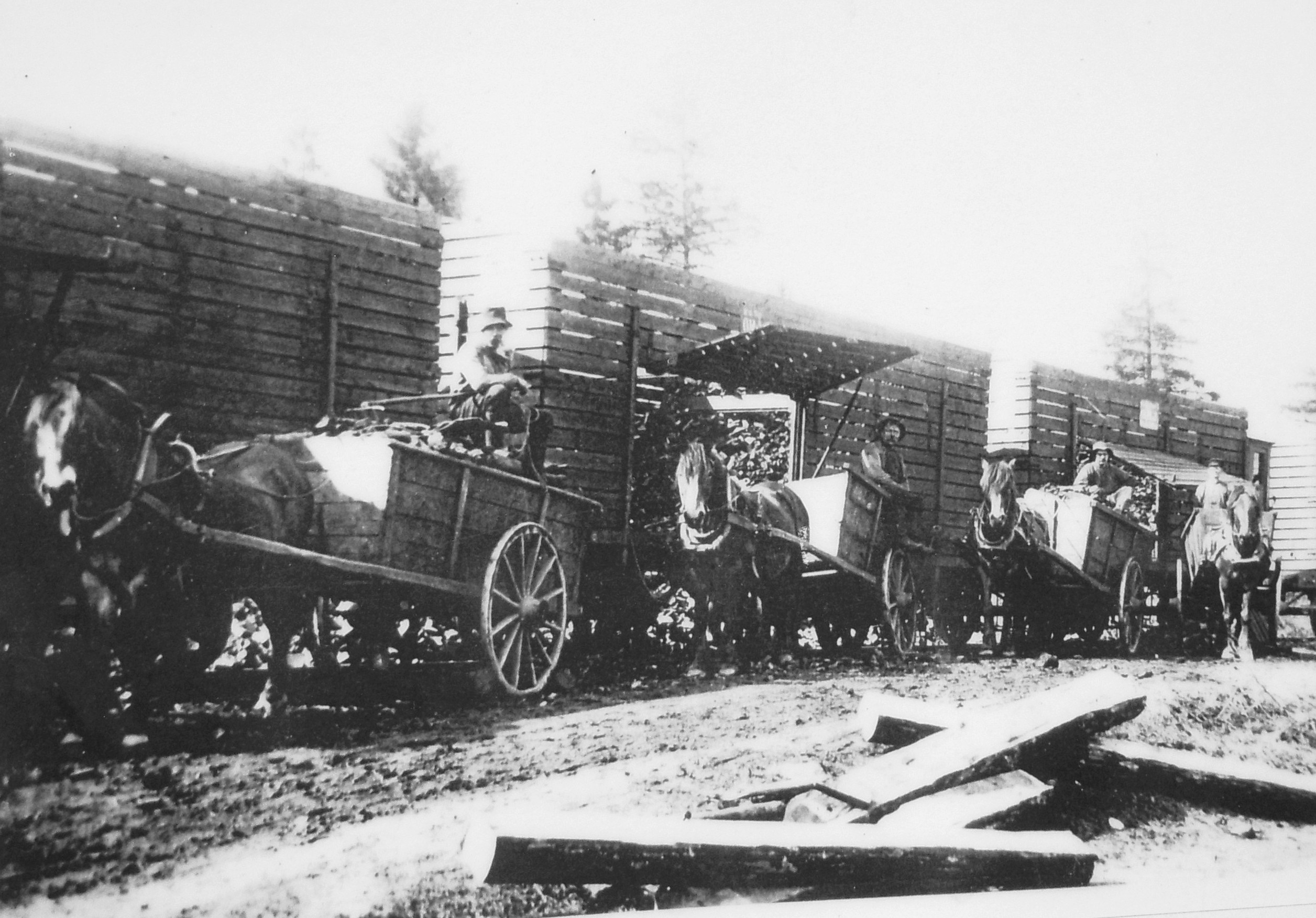
Träkol hämtas från Flatenbergs järnvägsspår, 1910.
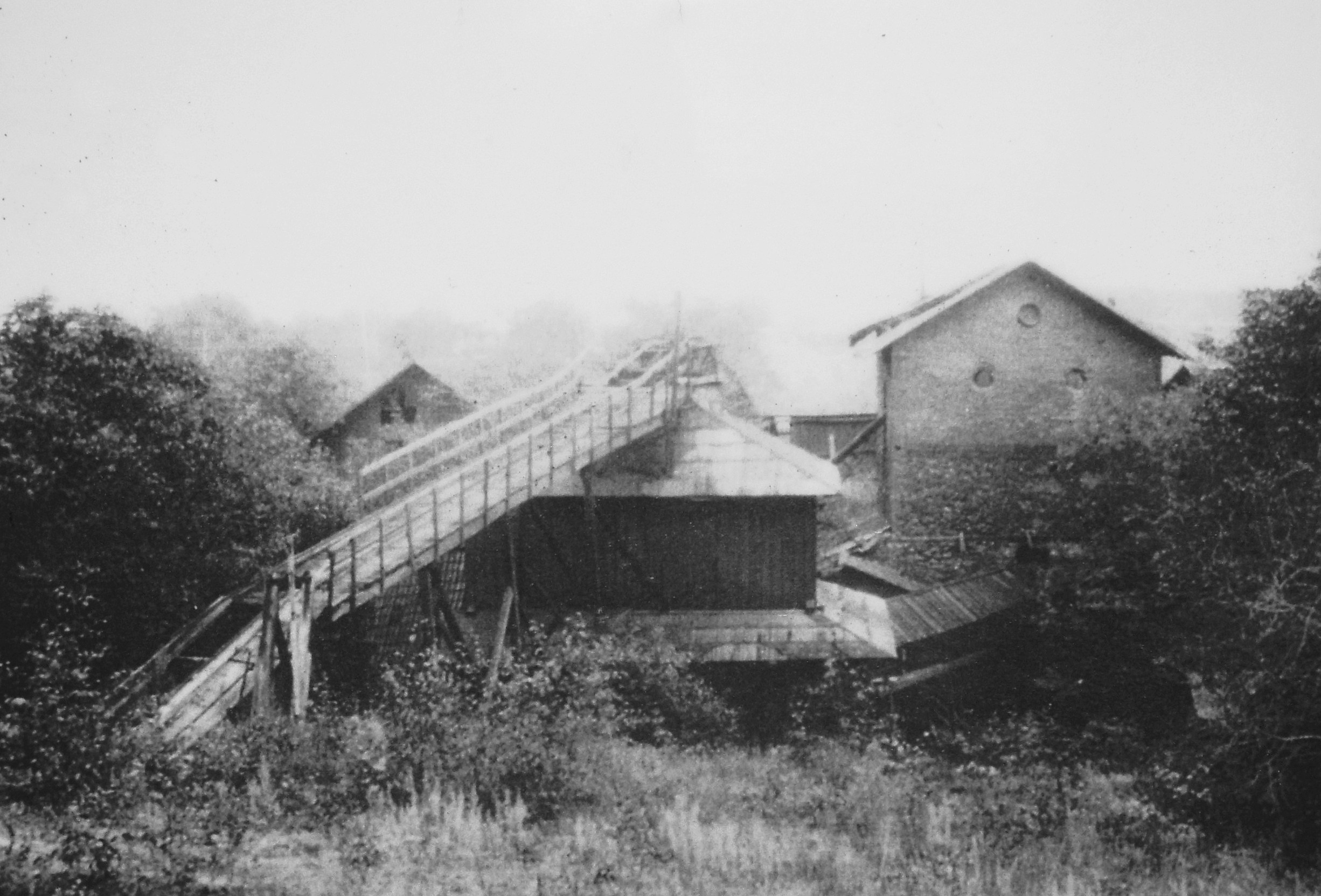
Masugnen (t.h.) och rostugnen i mitten, 1925.
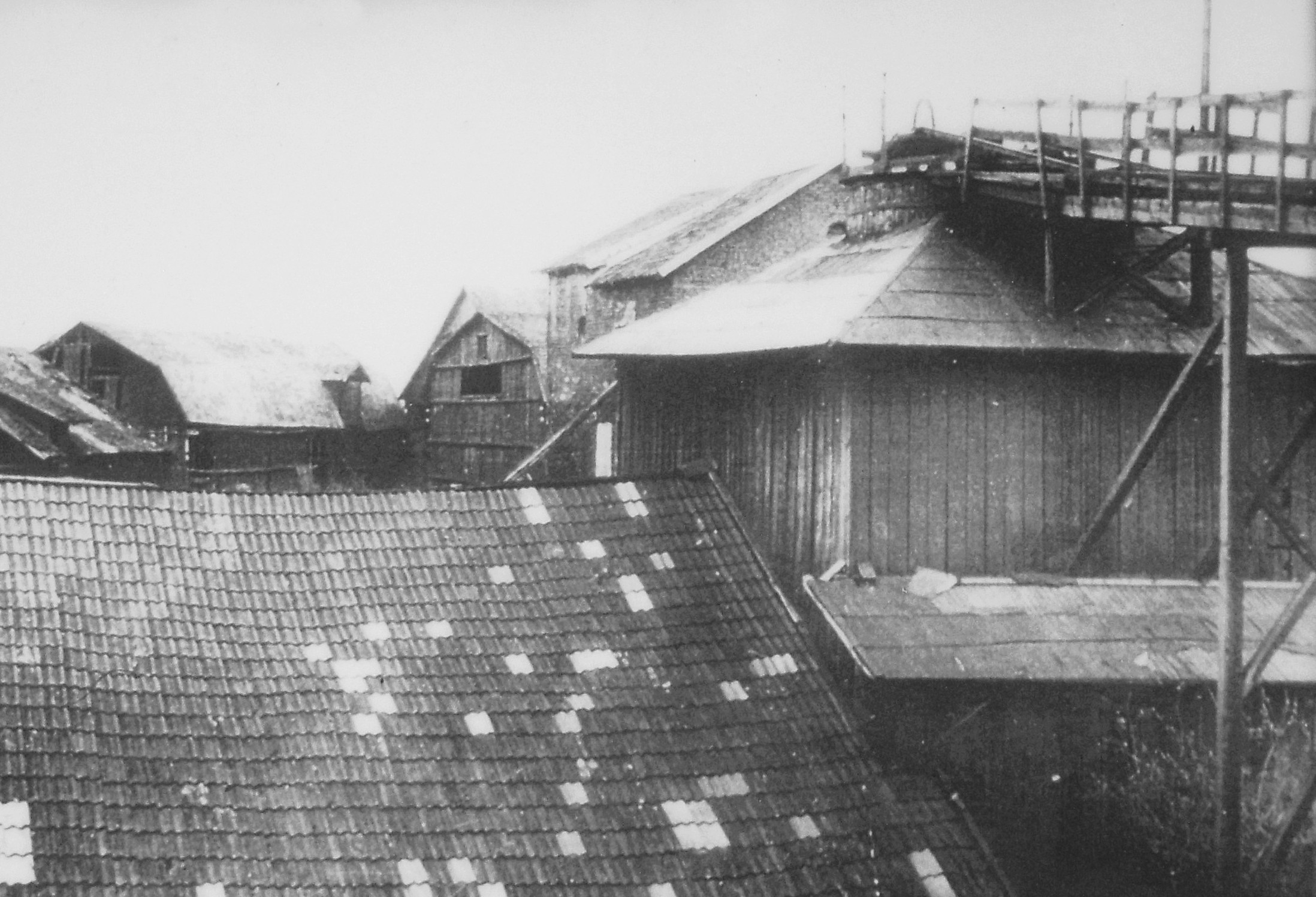
Rostugnen (t.h.), i bakgrunden kolhusen, 1925.
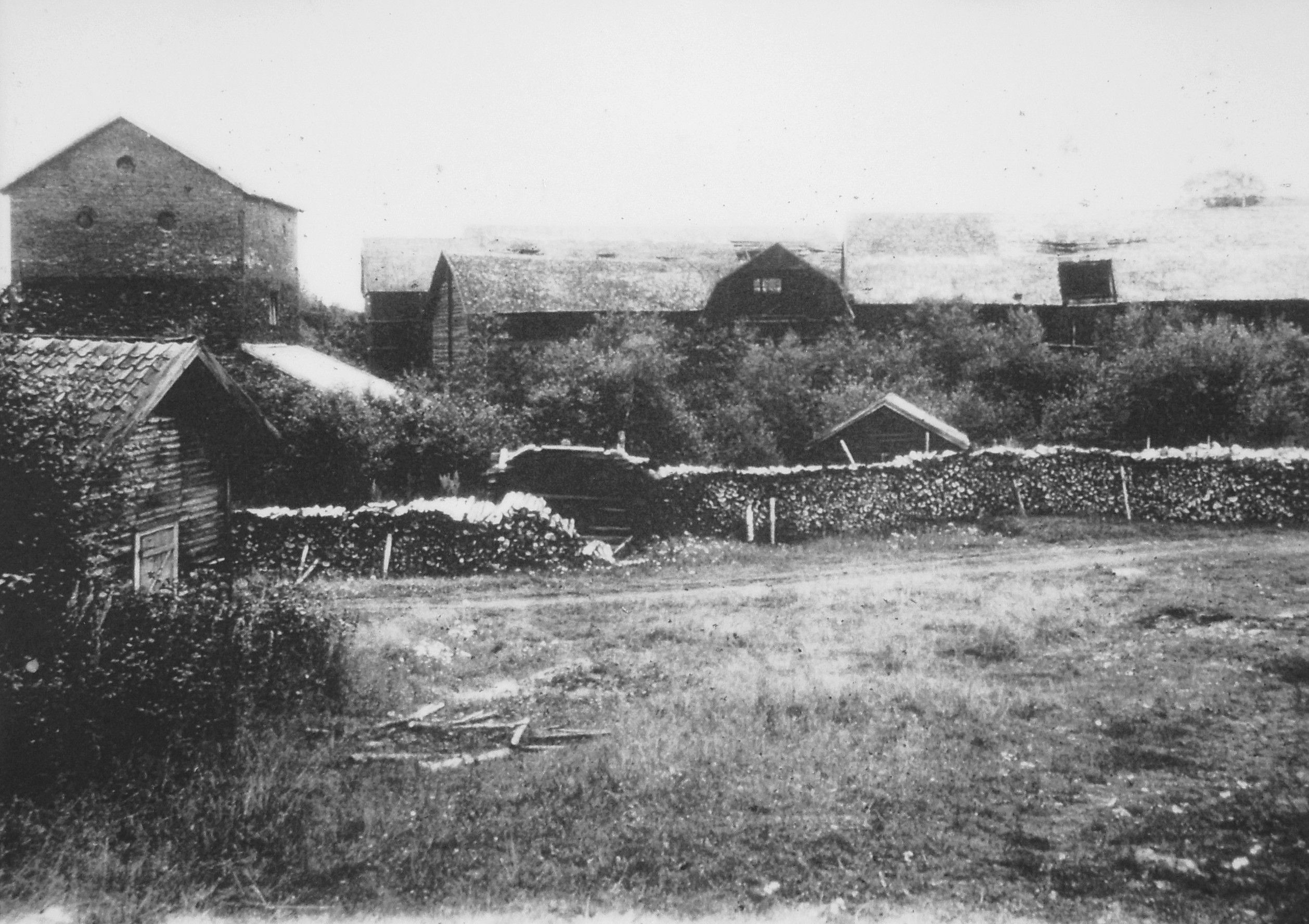
Masugnen (t.v.) och kolhusen i bakgrunden, 1925.

Masugnen är själva hjärtat i anläggningen. Högst upp under taket, som vid drift var öppet, finns hyttkransen där uppsättarna matar ner först stora mängder träkol, sedan rostad malm som ska omformas till tackjärn och kalksten. Den krossade malmen matas upp på en bana i en liten vagn som kallas malmhund. Kolet firas upp med ett så kallat kolspel. Uppsättarna har en våg (kransvåg) för att väga upp rätta proportioner. Proportionerna bestäms av masmästaren i de diskussioner som hålls i det så kallade rådstugan, det vill säga den lägre byggnaden som omger masugnen. Masugnen är försedd med värmeåtervinning (så kallad varmapparat). Blåsmaskinen i maskinhuset pressar in luft i varmapparaten. Värmen till inblåsningsluften tas från de heta masugnsgaserna. Nedtill i rådstugan finns luftinmatningen av den förvärmda luften till masugnspipan, det kallas formbröst. Nedtill i det så kallade utslagsbröstet tappas det flytande järnet och slaggen ut i varsin öppning. Tackjärnet stelnar i tackjärnsbädden.
Det låga maskinhuset innehåller den stora trecylindriga blåsmaskinen, malmkross och kvartsstamp. Rostad malm från malmbåsen bredvid rostugnen krossas i malmkrossen rakt ner i malmhunden. Allt drivs av kraften från ett vattenhjul som får vatten från bäcken. Sedermera byts vattenhjulet ut mot två vattenturbiner. För att förstärka kraften vid dålig vattentillgång anskaffar man en ångmaskin.
Den separata rostugnen användes för att avlägsna vatten och svavel samt göra malmen porös före smältningen i masugnen. Den har en egen bana med malmhund för uppfordring av malm. Konturerna av huset som omger rostugnen återges av en gles träkonstruktion. Den rostade malmen förvaras i malmbåsen bredvid rostugnen i väntan på förflyttning till malmkrossen.
Efter första världskriget minskade efterfrågan på järn. Den 20 augusti 1918 blåstes delar av verksamheten ner. Hyttan var för omodern för att kunna fortsätta smälta järn. Då hade hyttan producerat omkring 3 000 ton järn per år. År 2007 konstaterades stora sättningsskador på hyttan till följd av stora flöden i den närbelägna bäcken. Bäckfåran har flyttats åt sidan, och byggnaderna har förstärkts. Anläggningen förses med förbättrad information för besökare. I referensen  och  finns en tecknad genomskärning av hyttan.
I september 2011 hölls en visning av anläggningen. Därvid noterades orörda maskiner som var industrihistoriskt intressanta. Det var två vattenturbiner från mitten av 1800-talet för drivning av blåsmaskinen och malmkrossen. Den långsamtgående turbinen av Friedrich Wilhelm Schwamkrugs (1808 -1880) konstruktion har via en axelledning, remskivor, remmar och kuggväxlar drivit flera olika maskiner och spel. I maskinhuset finns ett stampverk för kvarts, en kross för rostad malm och ett spel för att dra upp malmhunden till hyttkransen, samtliga drivna av turbinen. 
Ovanför den snabbgående turbinen av Benoît Fourneyrons konstruktion finns en vinkelväxel med ett litet kronhjul och ett stort stjärnhjul, vilken växlat ner turbinens varvtal. Turbinen har via axelledningar och kuggväxlar drivit blåsmaskinen, kolspelet, ett linspel till rostugnen samt slaggspelet.

### Bilder 1992-2023

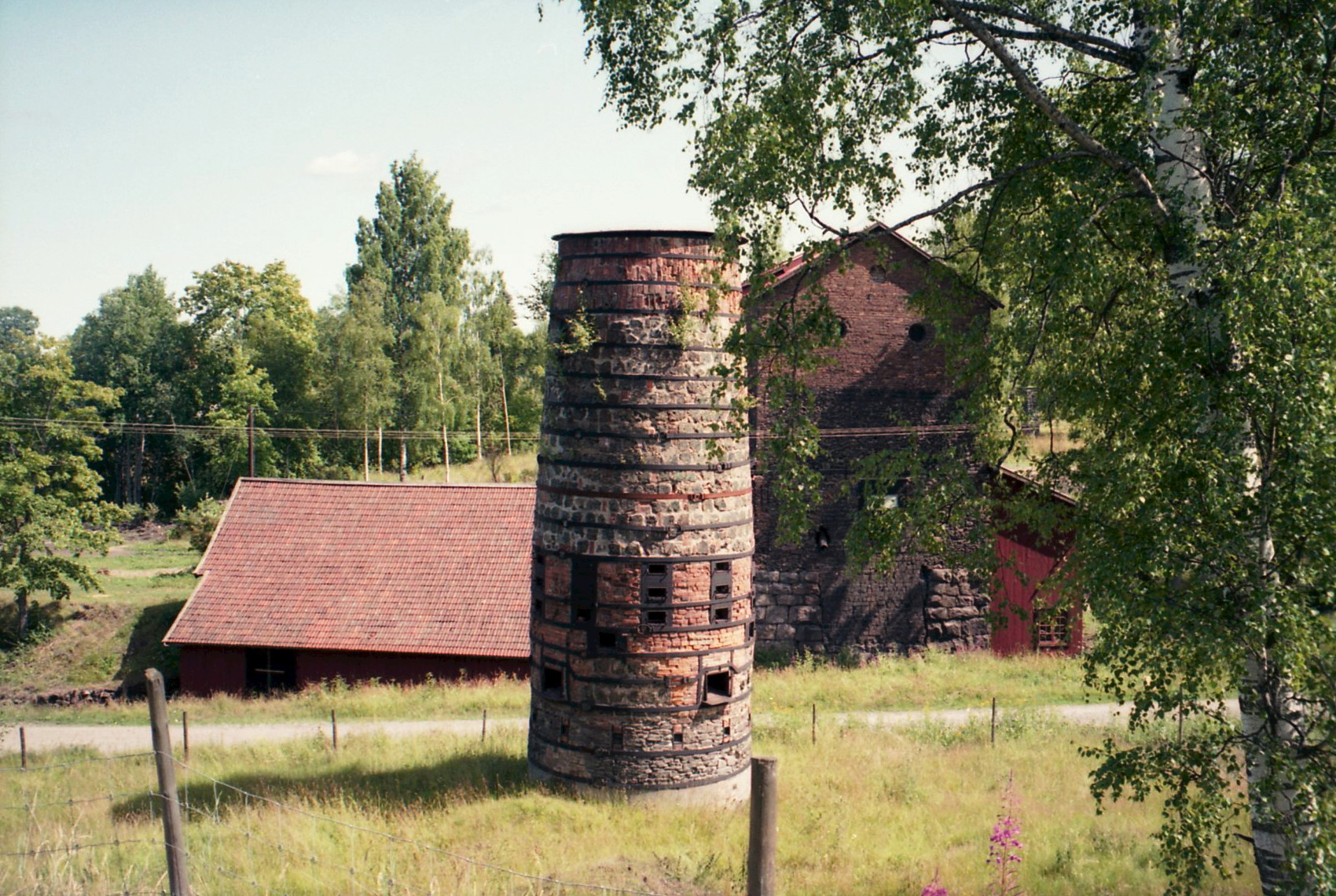
Rostugnen, före en kringbyggnad med ett "träskelett", 1992.
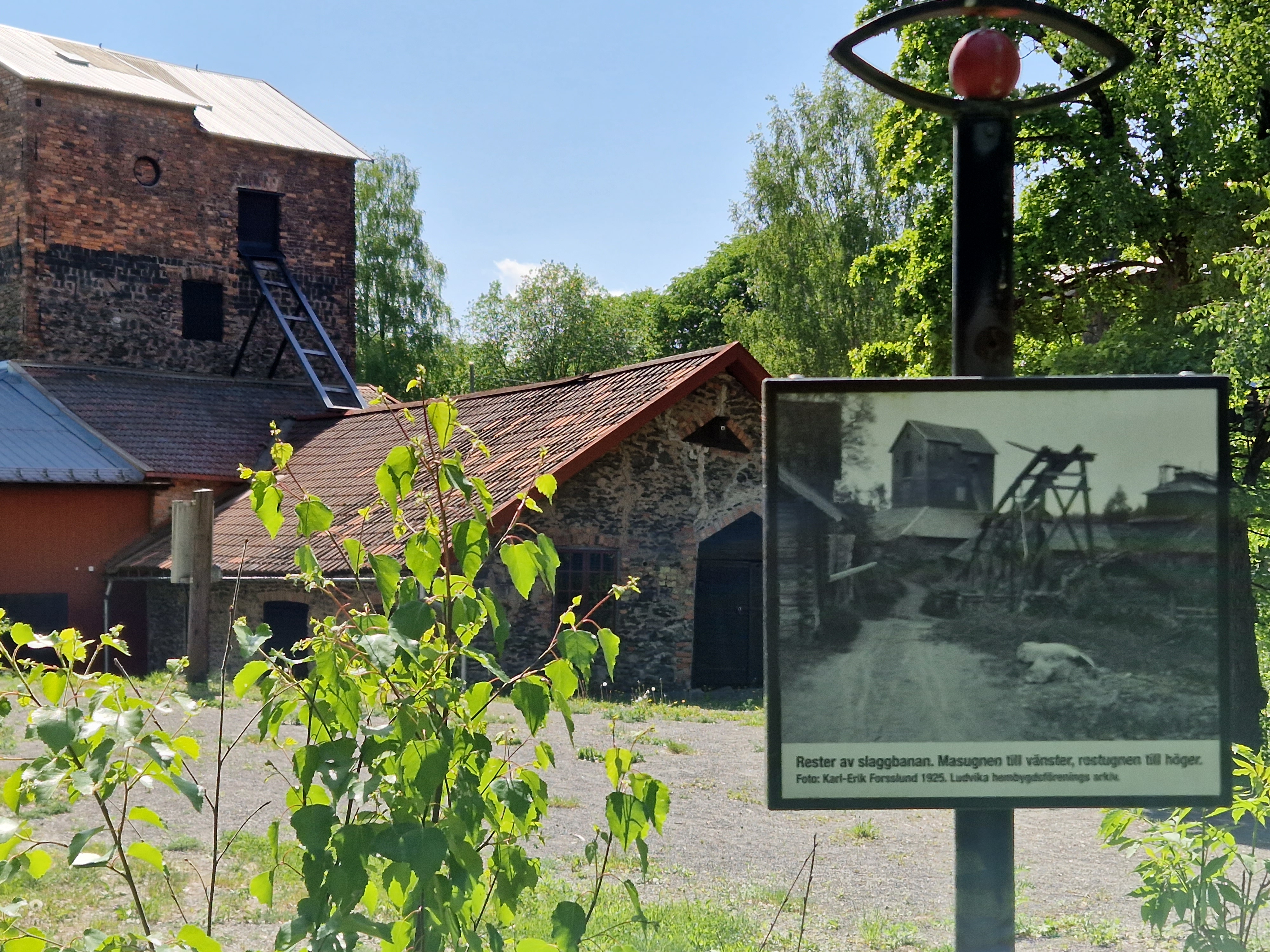
Vy mot hyttan 2023 med en historisk blickpunkt från 1925.
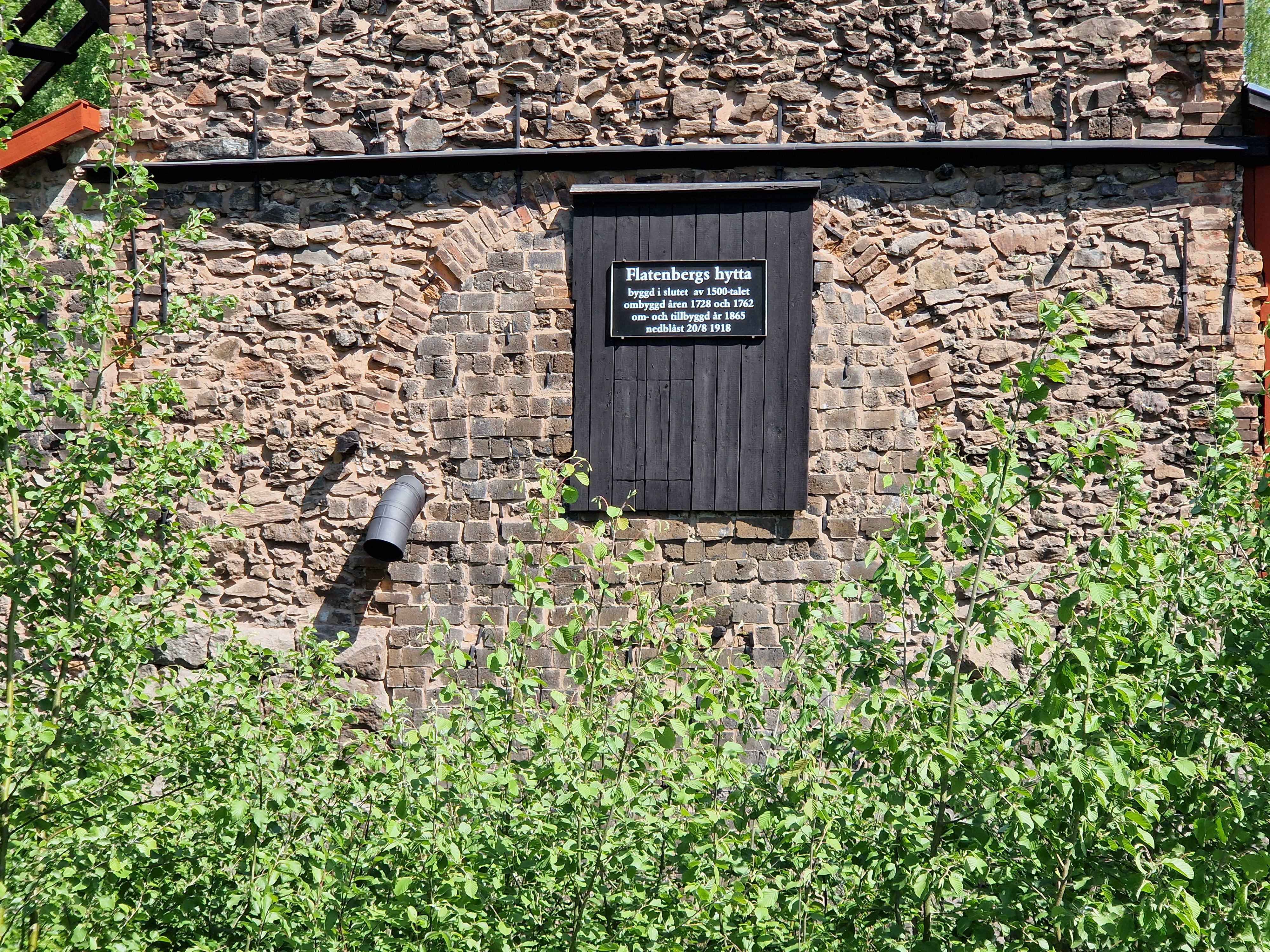
Skylt på masugnens vägg, över bäcken.
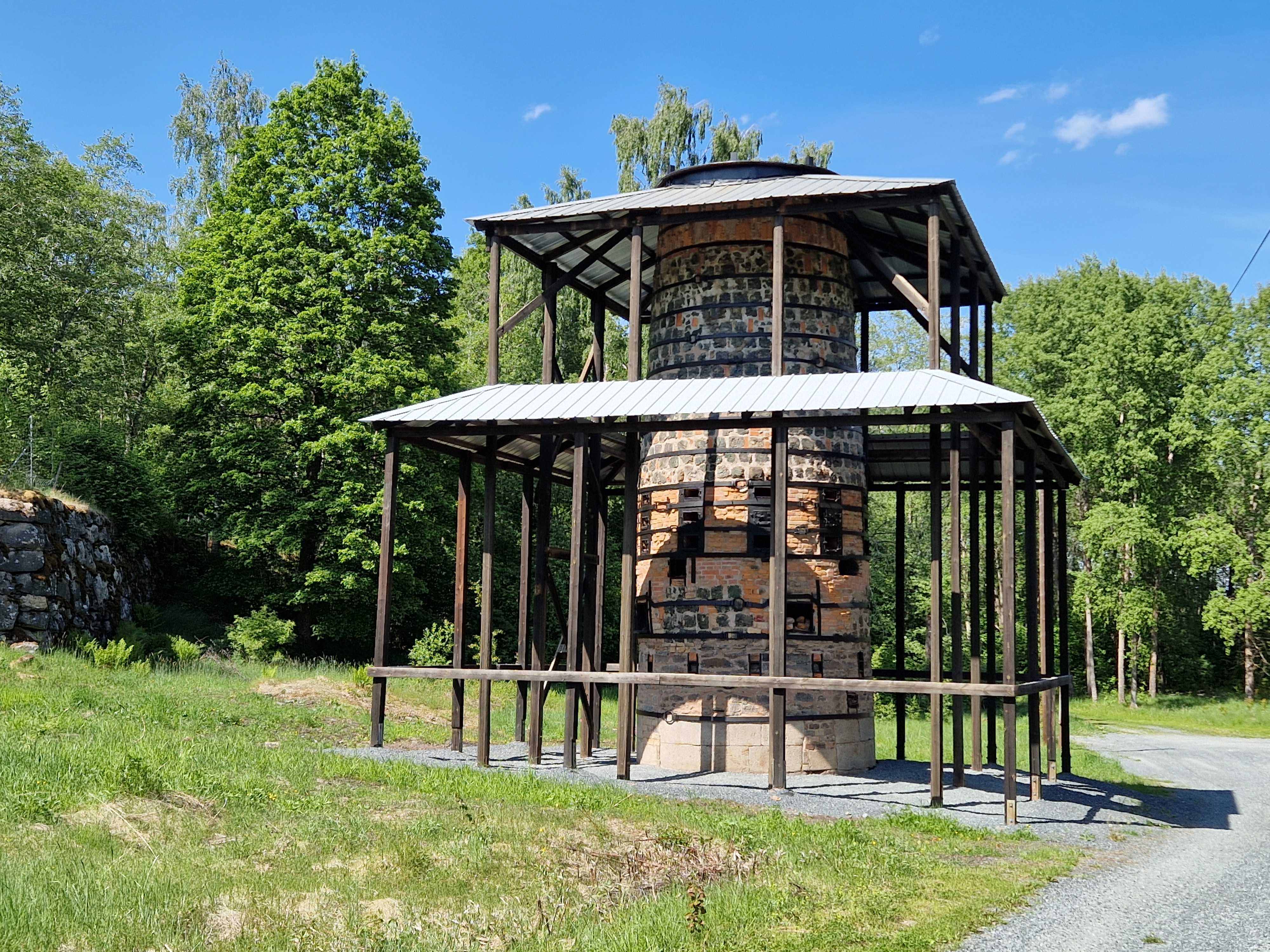
Rostugnen, 2023.
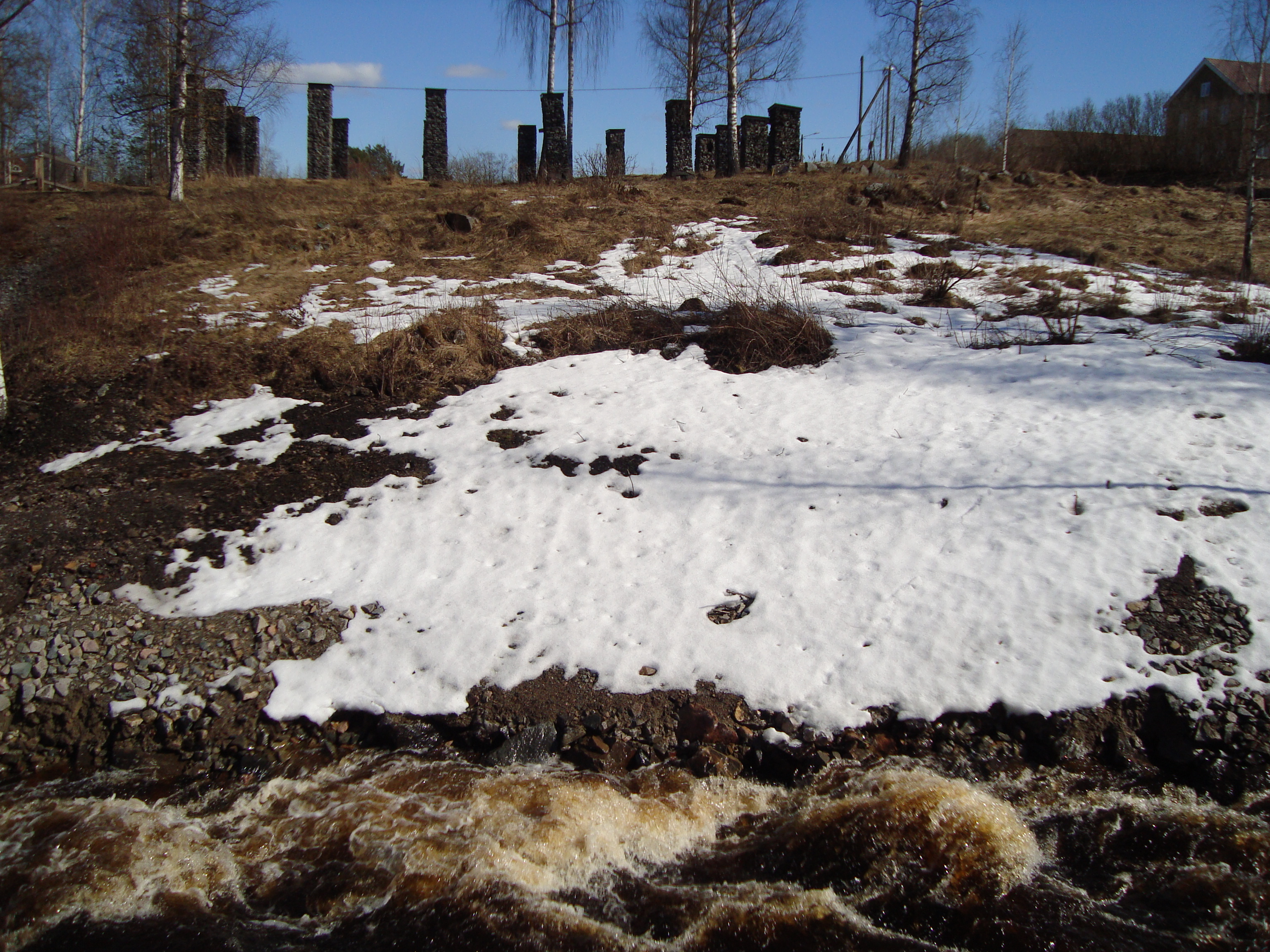
Slaggstenspelarna som bar upp taket till ett kolhus av totalt nio.

## Hyttan
Masugnen inryms i det stora och höga huset. Den lägre byggnaden runt masugnen kallas "rådstuga", avsedd för planering och diskussion om produktionen, samt tappning av slagg och järn. Den låga byggnaden är maskinhuset som innehåller vattenhjul, blåsmaskin, malmkross, malmhund för uppfordring av malm och spel för malmhund och koluppfordring. Bredvid hyttan ligger den bäck, vars vatten drev maskinerna.
Den separata rostugnen, som ser ut som en skorsten, finns bevarad, samt banan med malmhund. Konturerna av huset som omger rostugnen återges av en gles träkonstruktion.
Separat uppe på höjden fanns de nio kolhusen, varav det nu finns endast slaggstenspelare till ett kolhus bevarat.
I området återfinns en klensmedja och en tackjärnsbod, där järnet förvarades i väntan på transport.
Flatenbergs hytta öppnades sommaren 2012 åter för besökare, med en skyltad vandringsled med historiska fotografier och information.

## Interiör maskinhuset

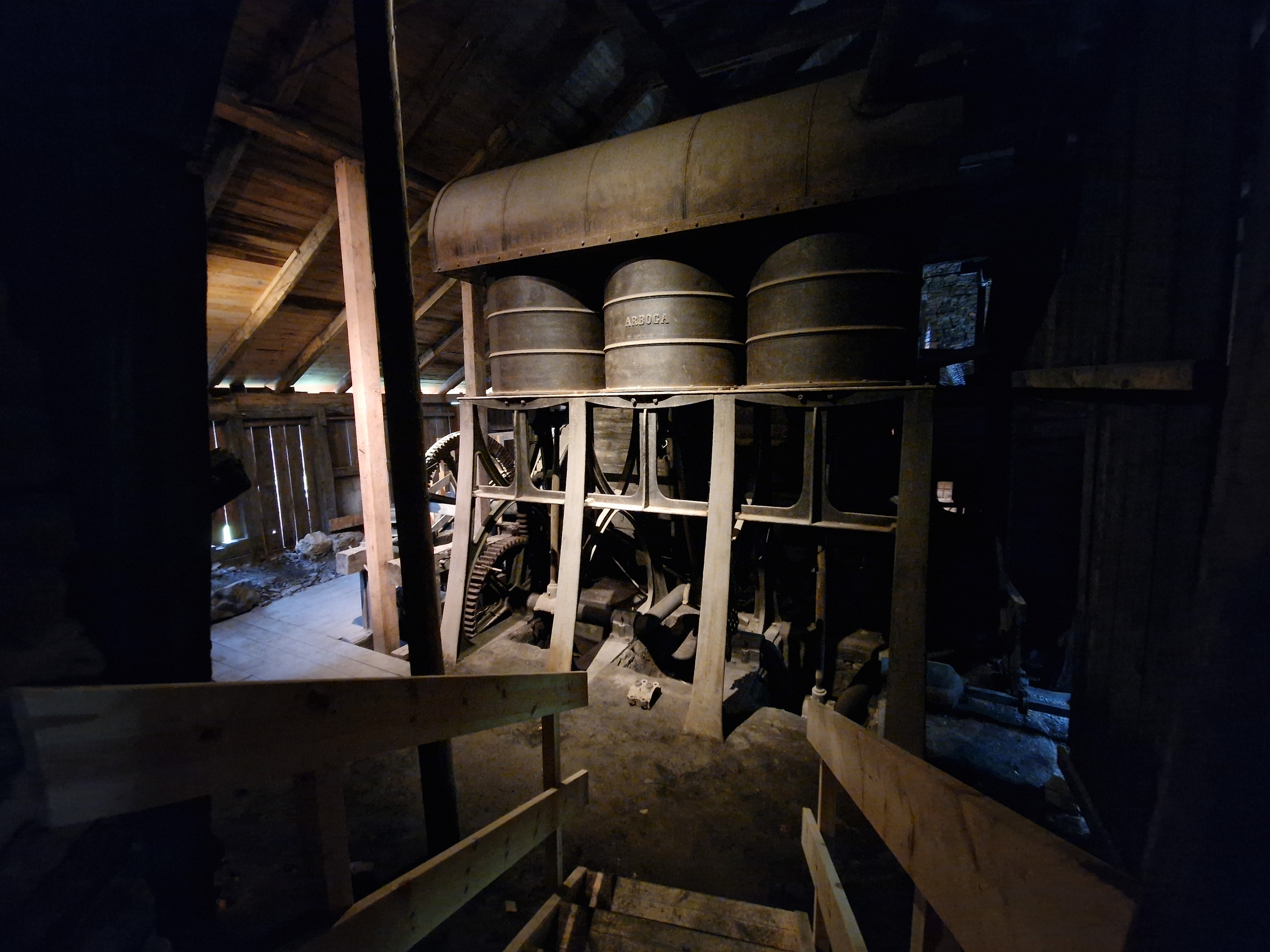
Blåsmaskinen
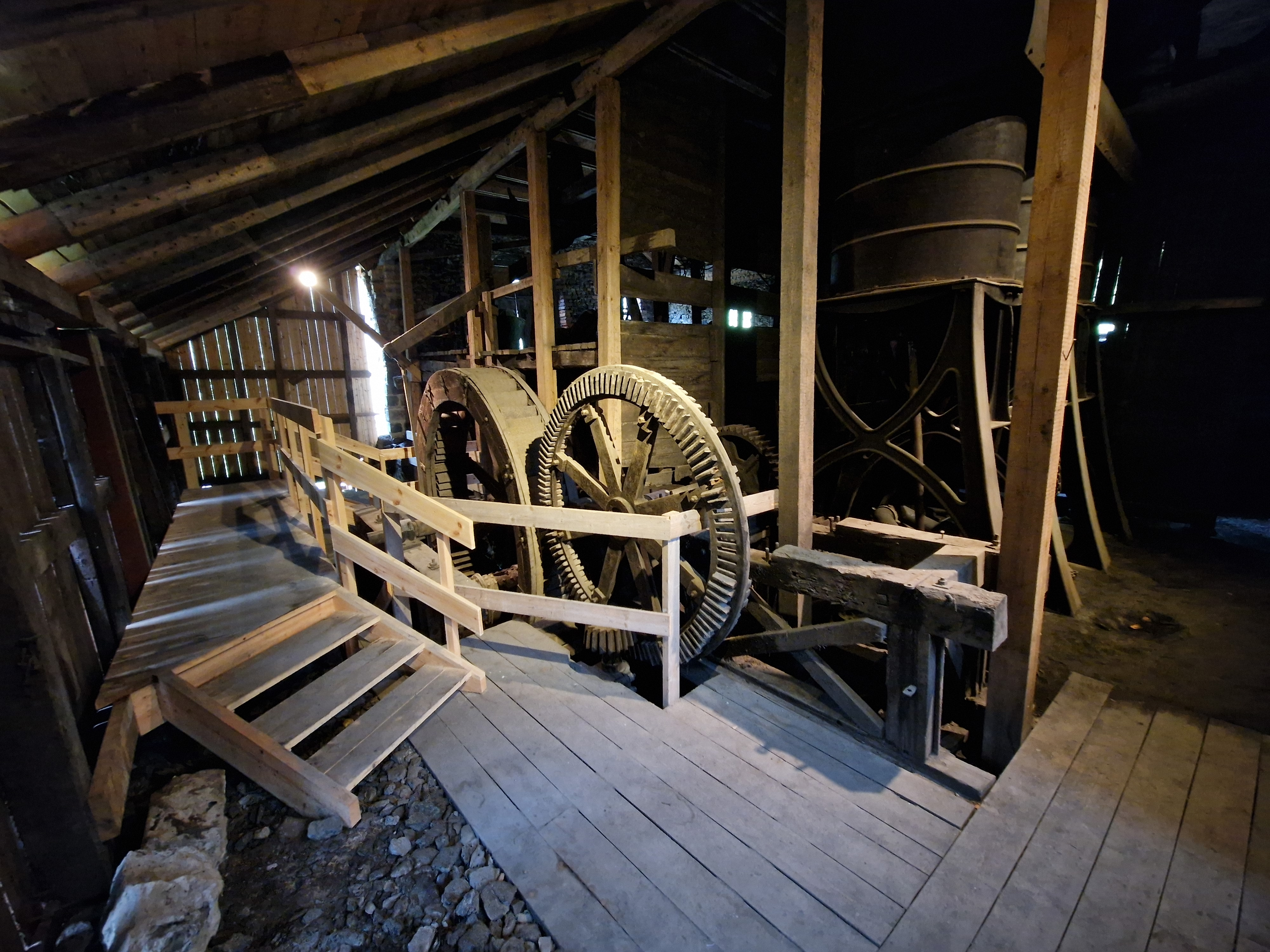
Från vänster: den långsamma turbinen, drivhjulet från den snabba turbinen och blåsmaskinen
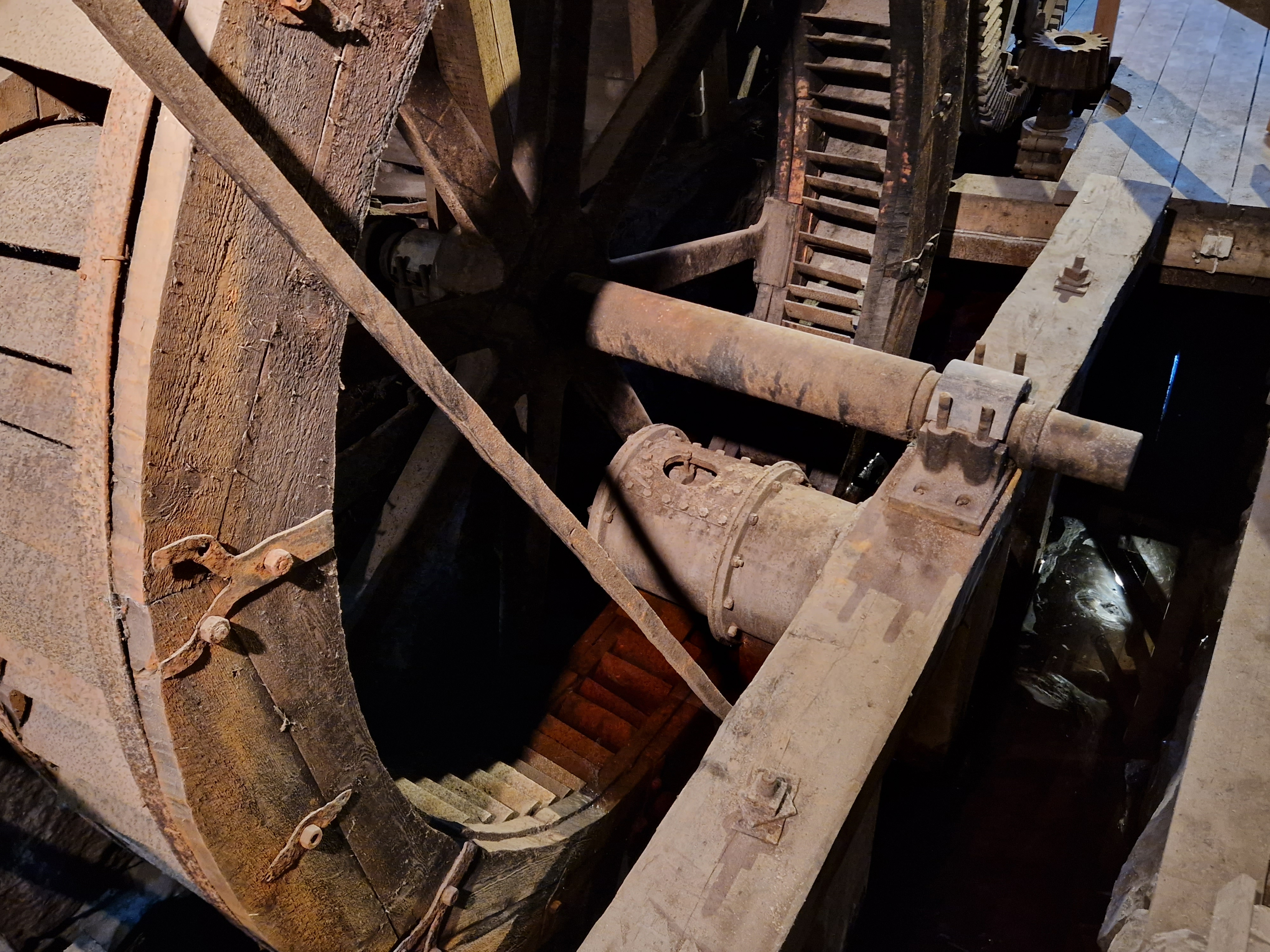
Den långsamma turbinen fabrikat Schwamkrug från mitten av 1800-talet.
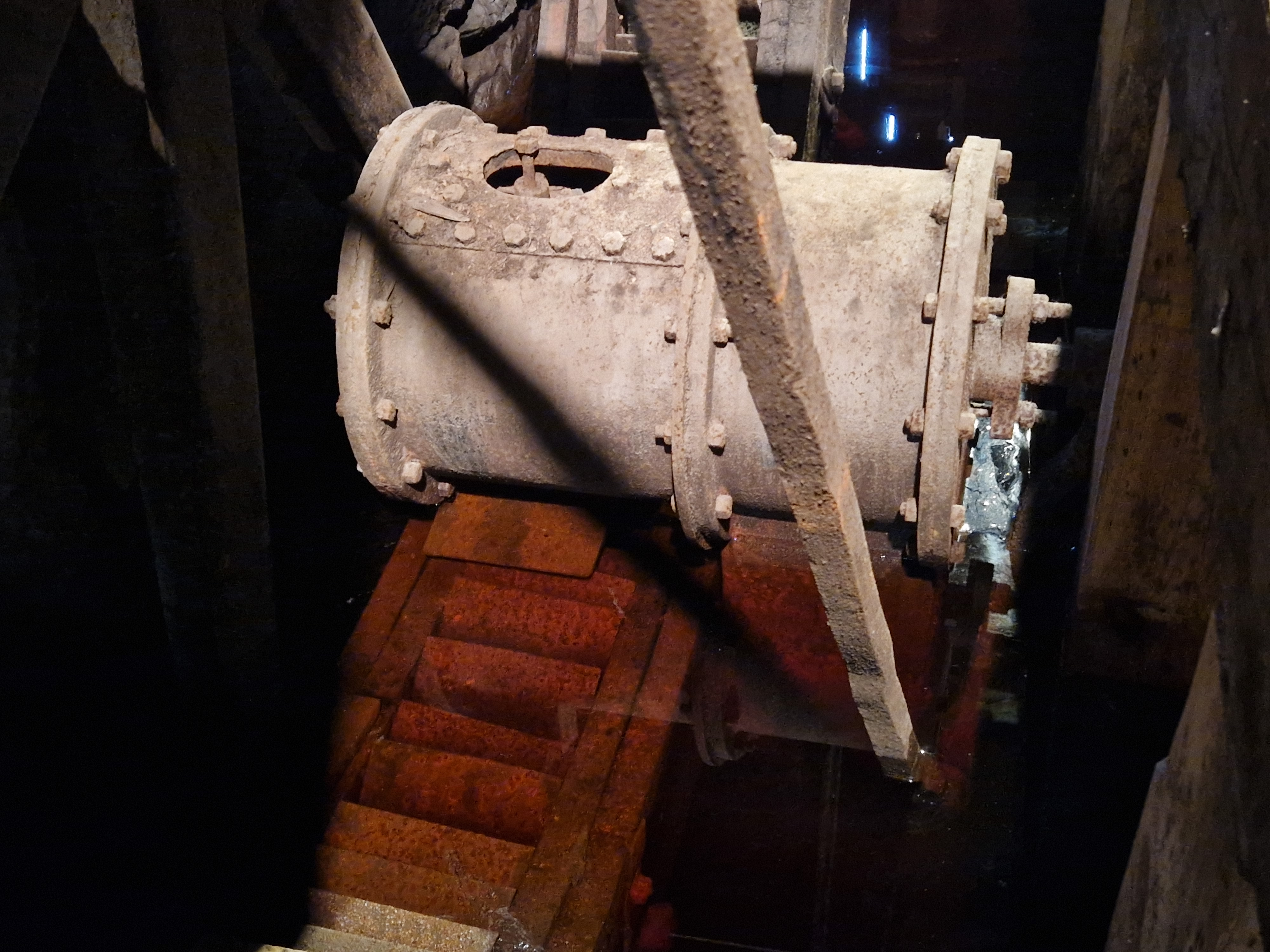
Den långsamma turbinen fabrikat Schwamkrug från mitten av 1800-talet. Det reglerabara pådraget.
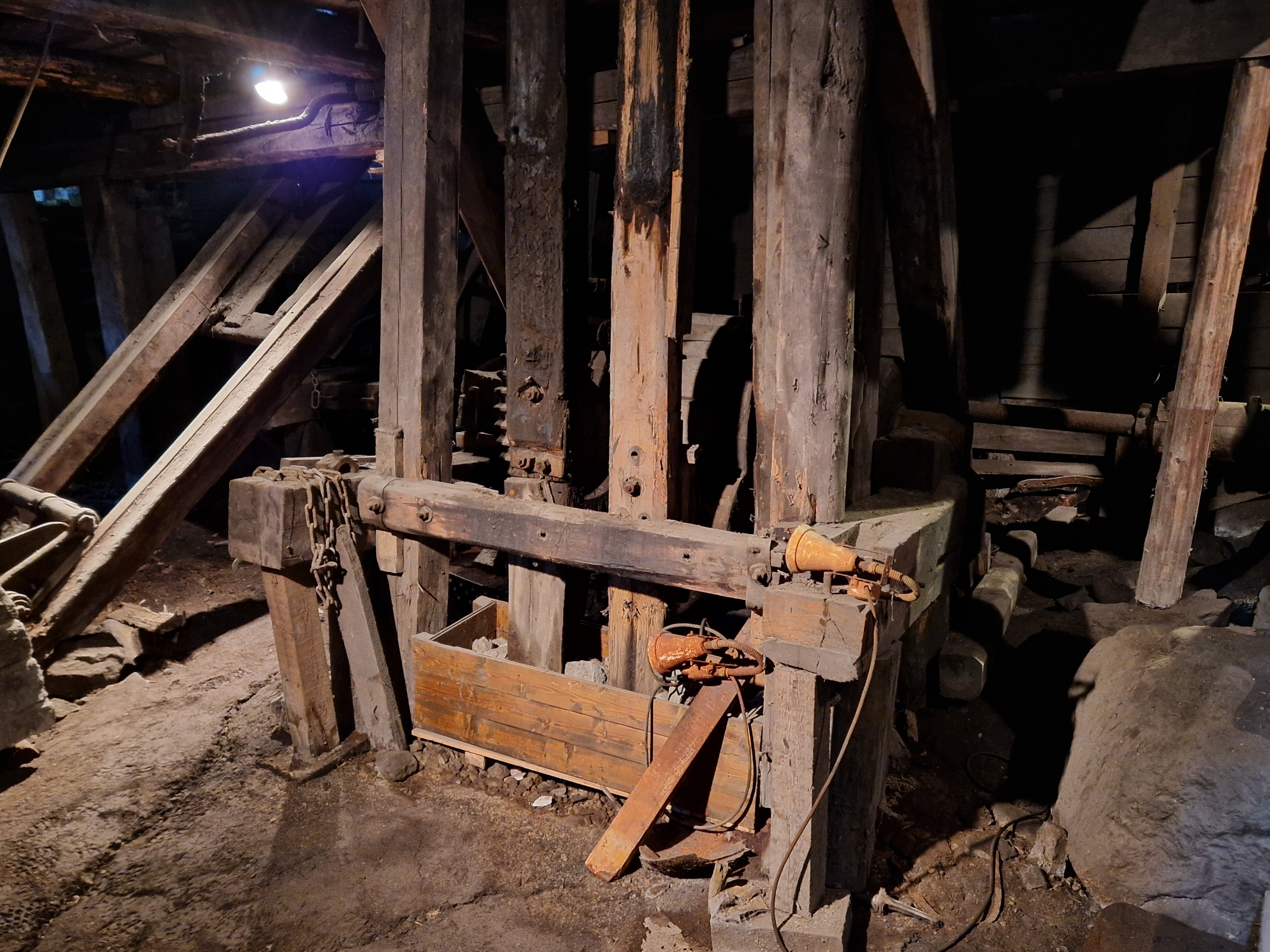
Stampverk för kvarts.
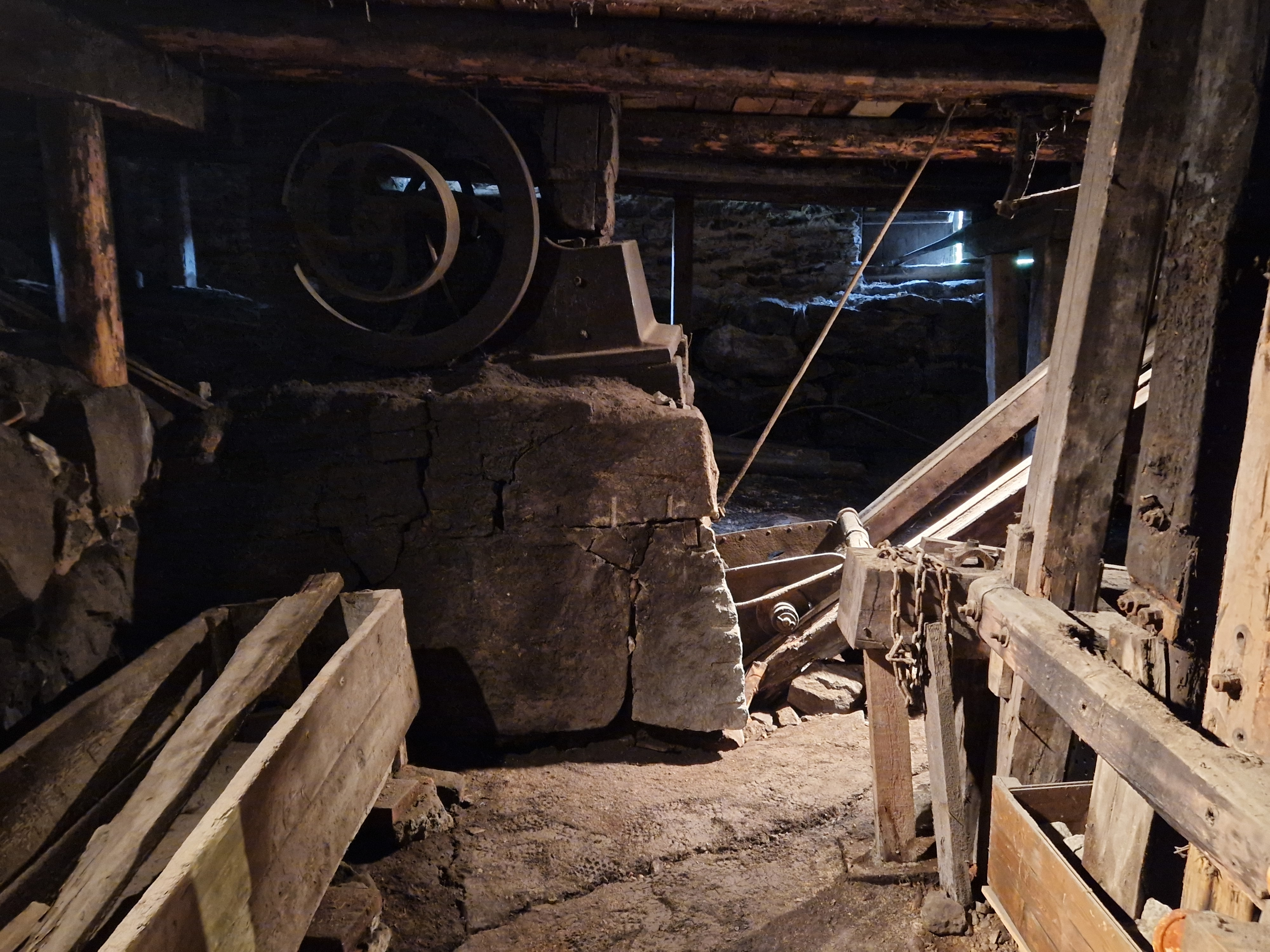
Malmkross och malmhund.
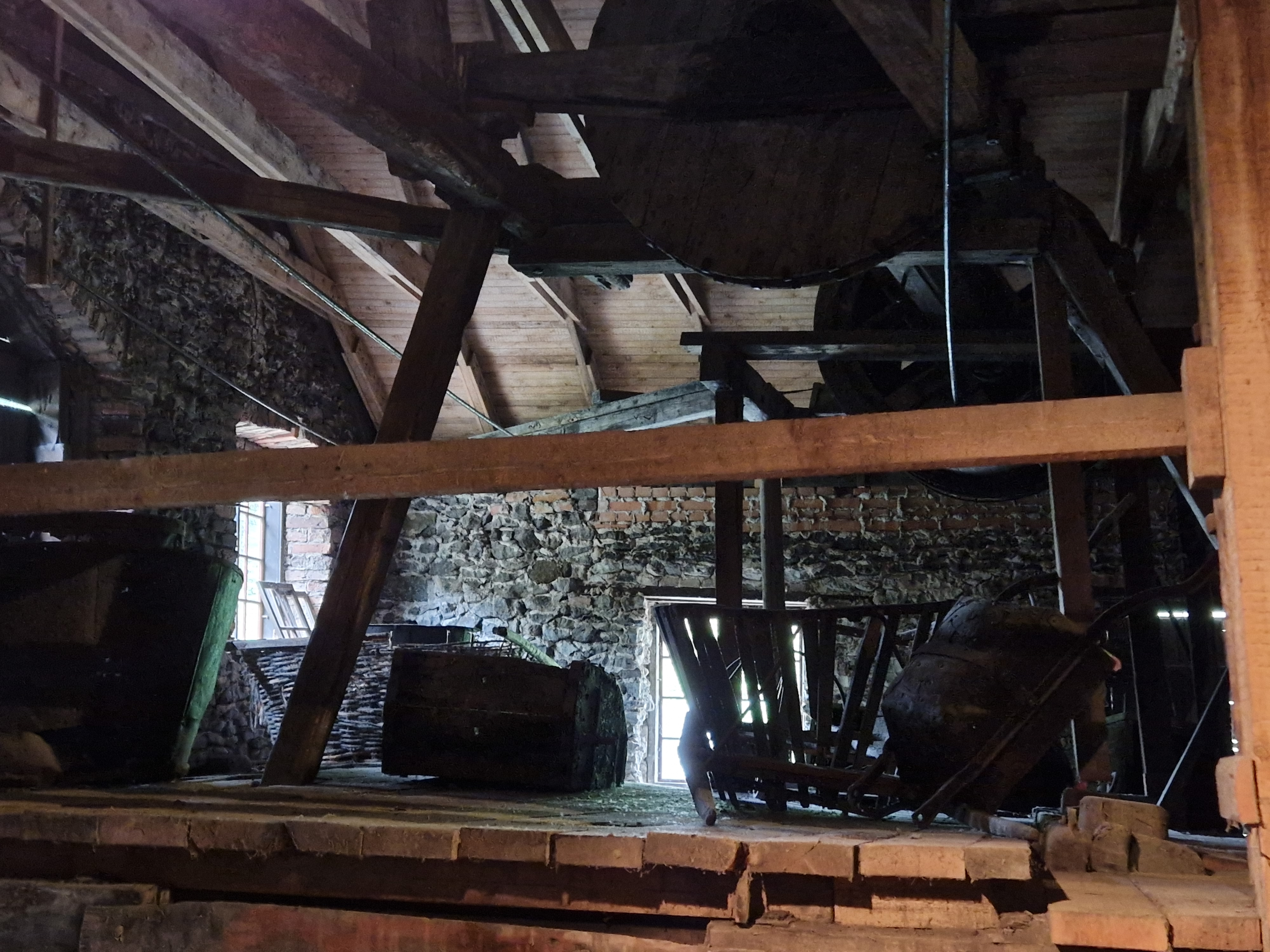
Slaggspelet.
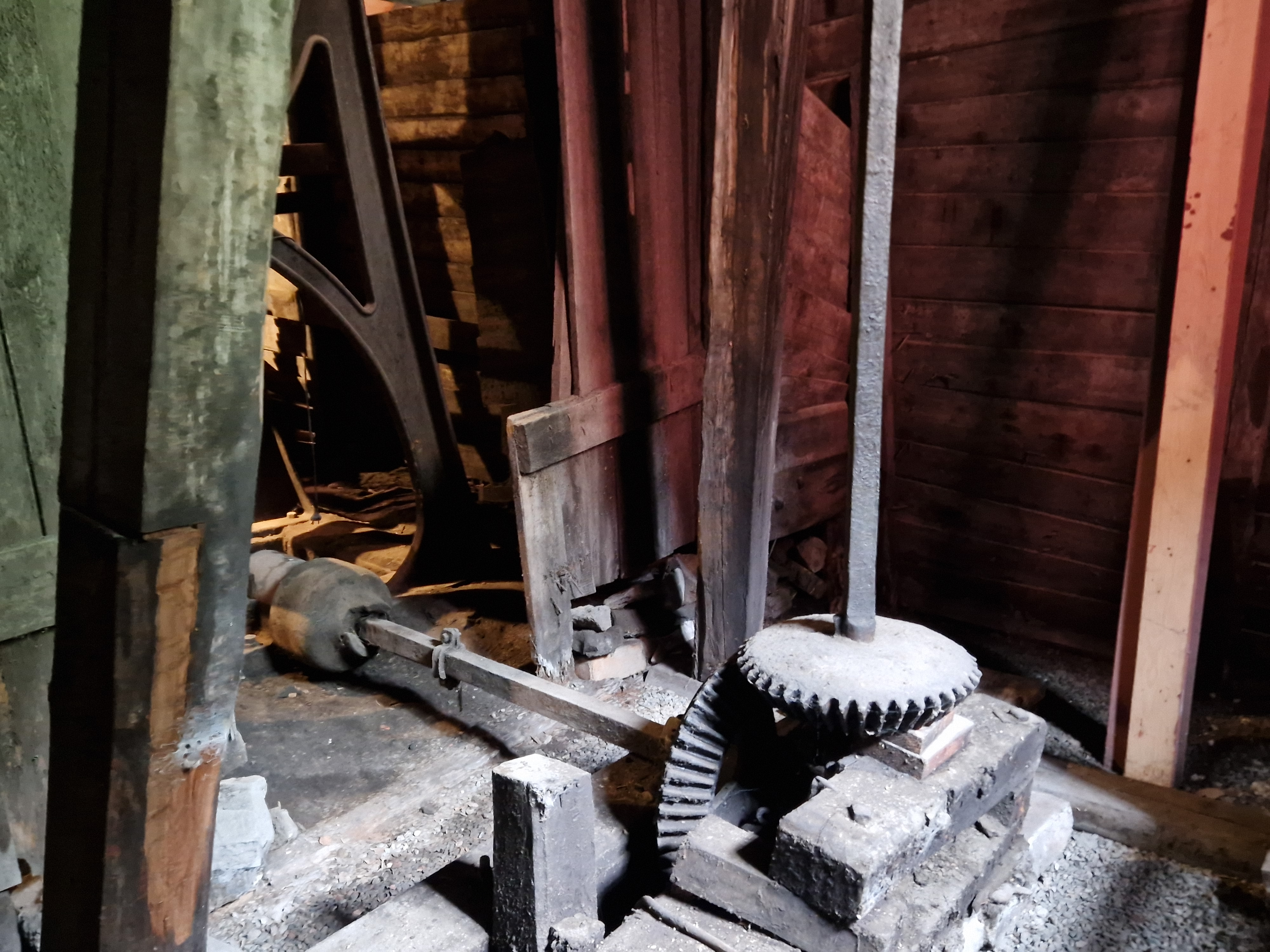
Kraften kommer från den snabba turbinen till blåsmaskinen, kolspel och slaggspel.

## Interiör masugnen

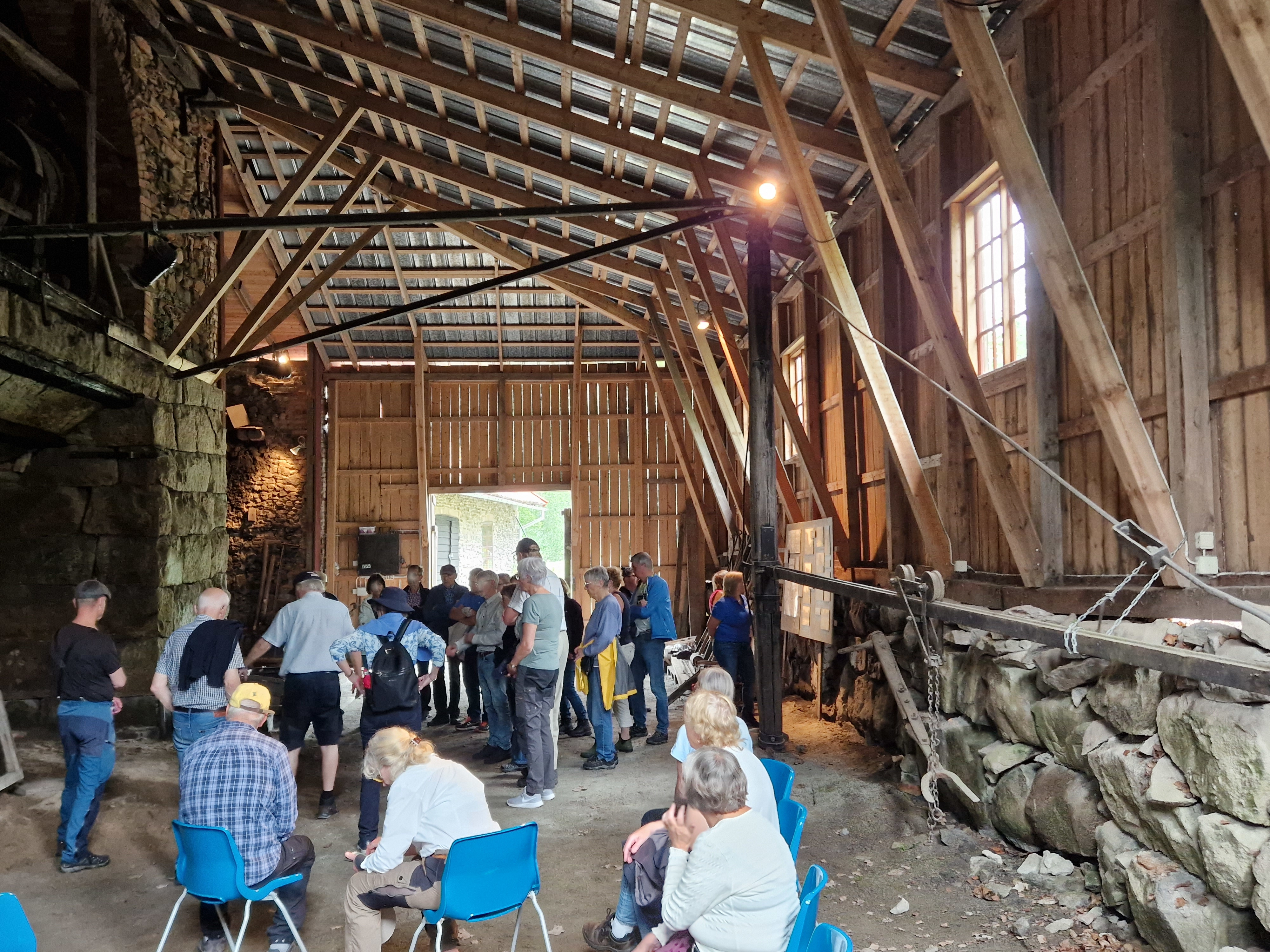
Guidad grupp i rådstugan. Masugnen till vänster.
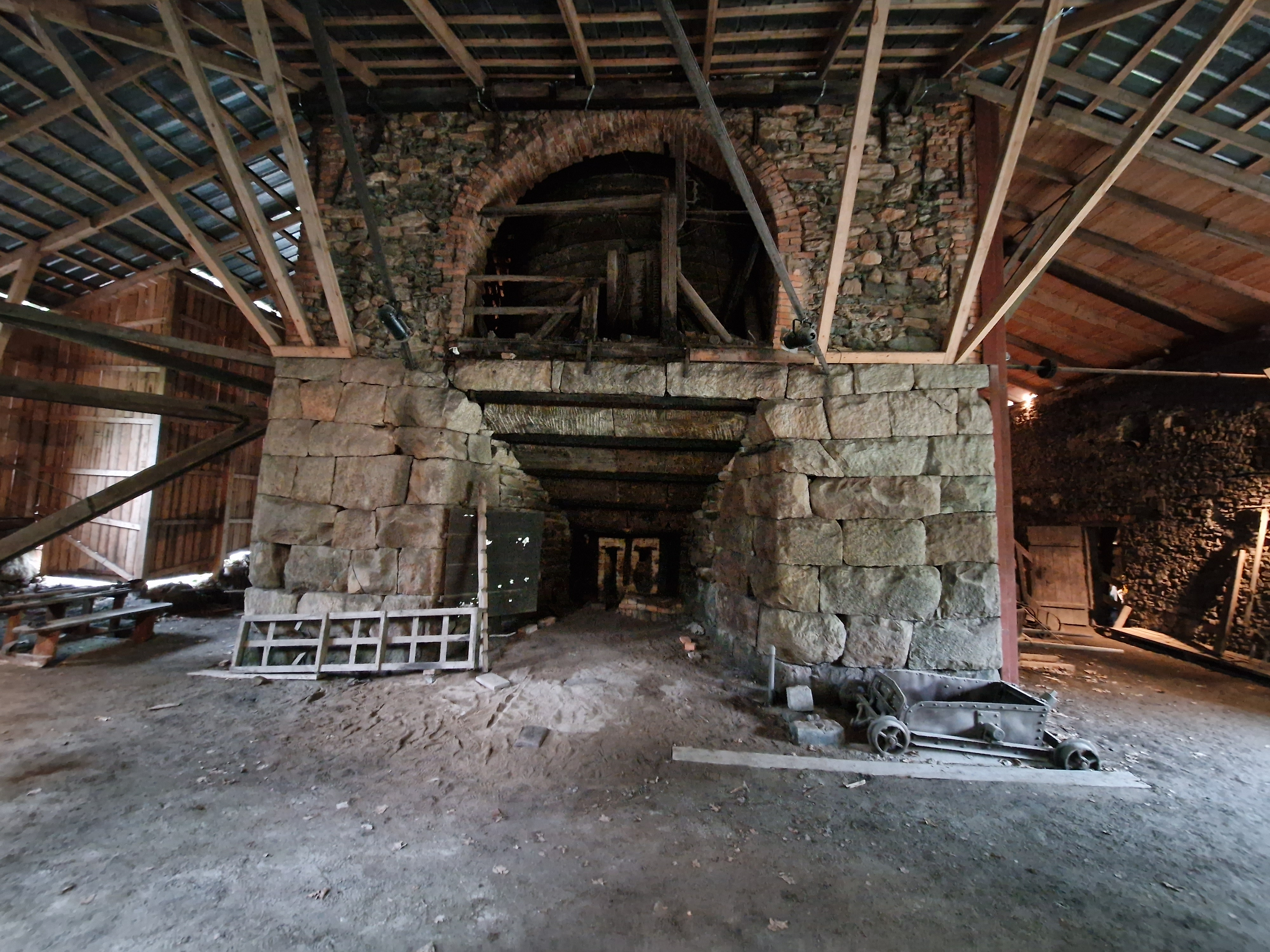
Masugnens utslagsbröst. Järntimp (där järnet tappades ut till tackjärnsbädden, numera bortplockad) till vänster och slaggtimp till höger.
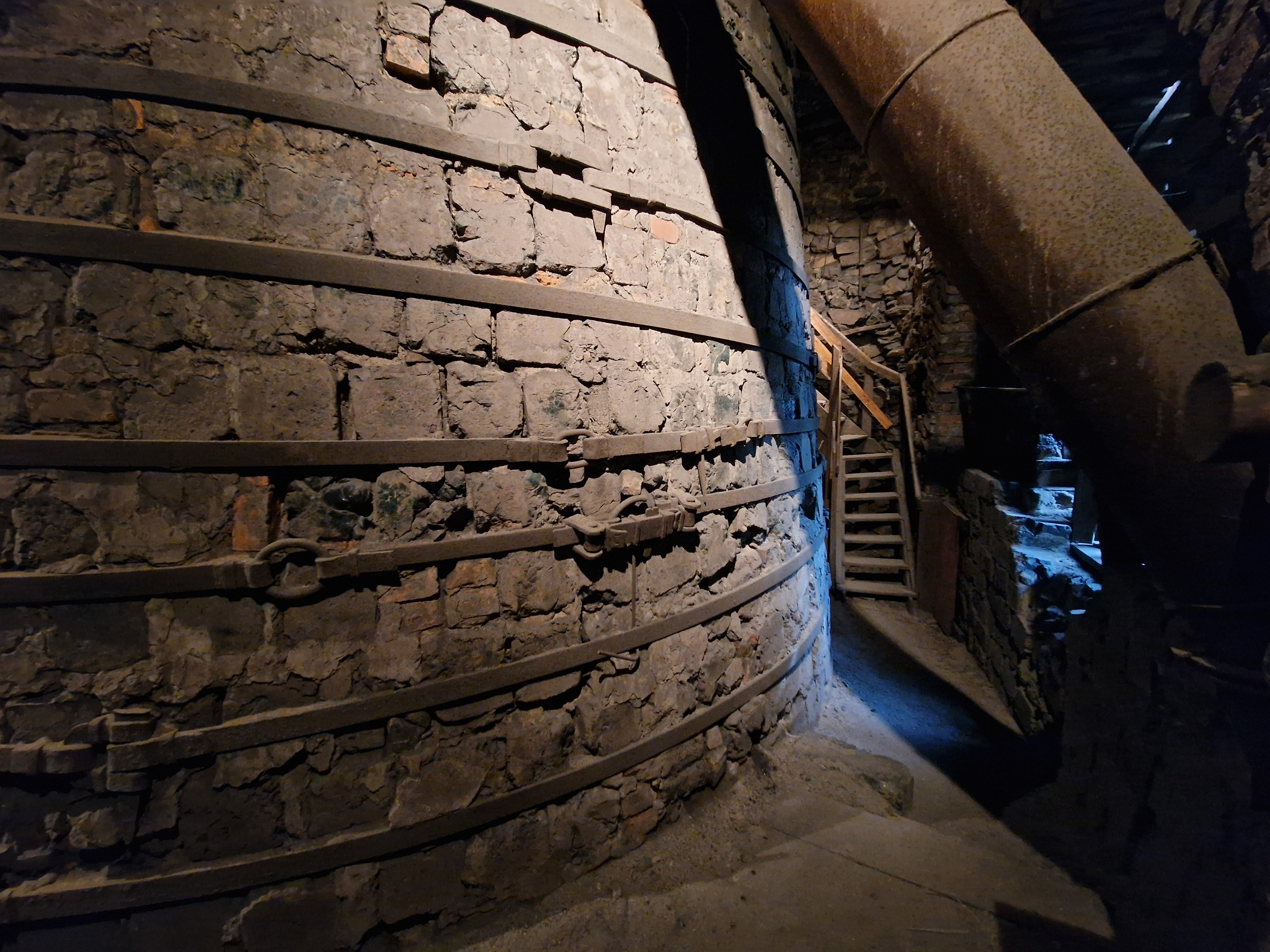
Trappan upp till masugnskransen passerar under rör till förvärmning av förbränningsluft.
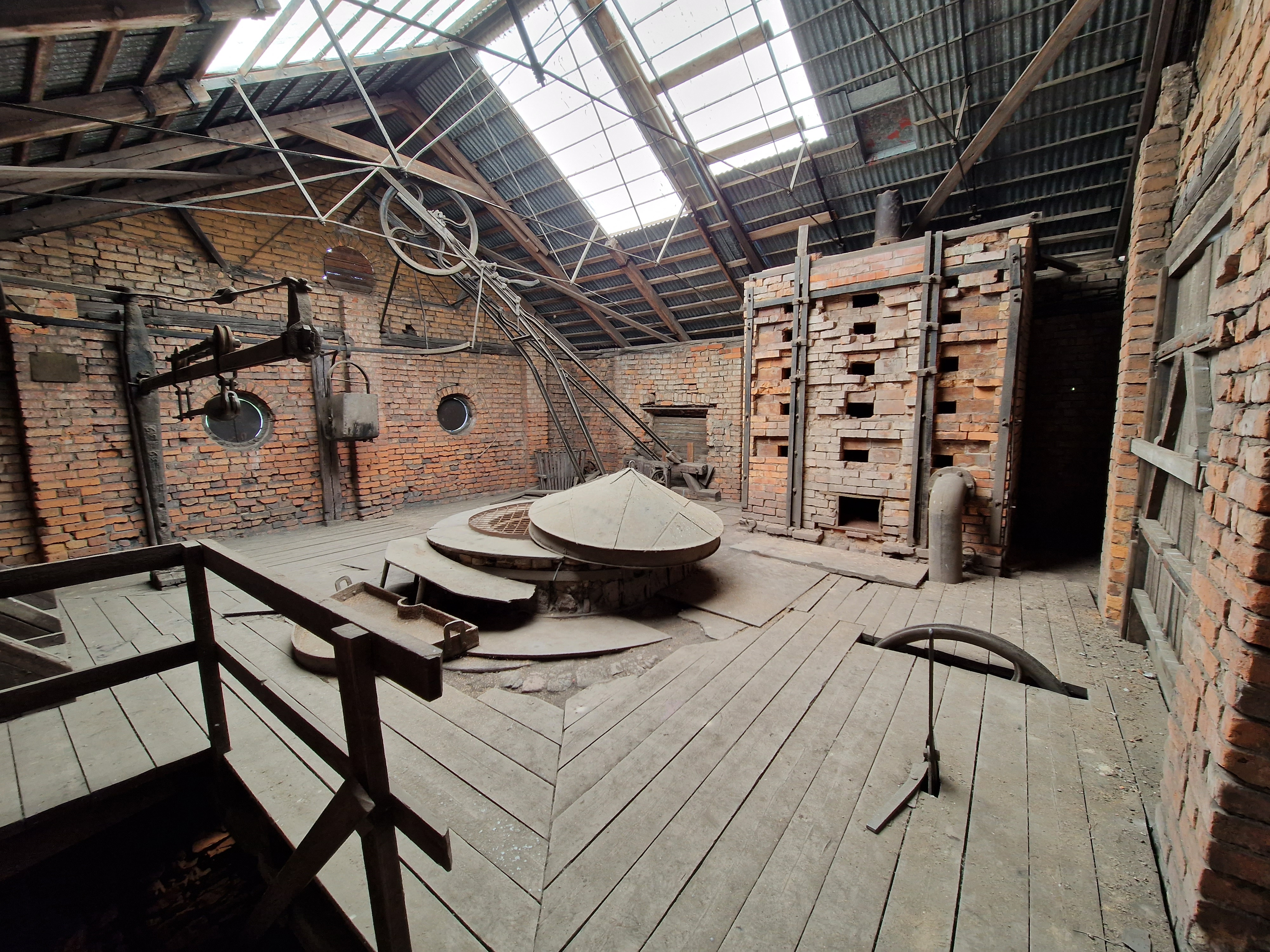
Hyttkransen med från vänster malmbås, malmvåg, malmbana, förvärmning, kolbana (stängd lucka). I mitten masugnstoppen (uppsättningsmålet).
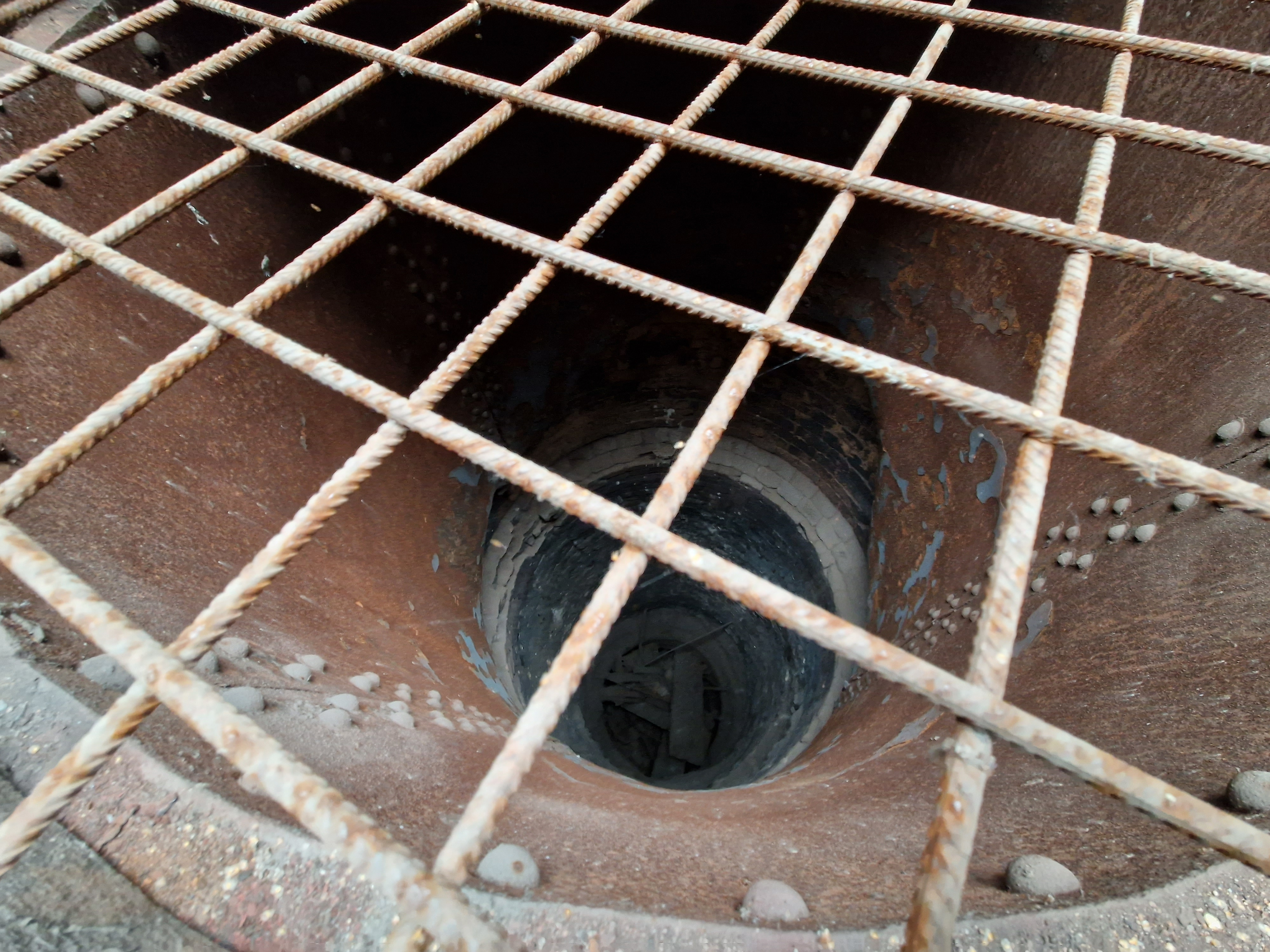
En blick från masugnskransen rakt ner i masugnspipan.